# Кубинска комунистическа партия
Кубинската комунистическа партия (на испански: Partido Comunista de Cuba, PCC) е управляващата партия на Куба, единствената законна политическа партия в страната, въпреки че съществуват и други. Тя е комунистическа партия по марксистко-ленинистки модел. Кубинската конституция описва ролята на партията да бъде „ръководна сила на обществото и на държавата“.
От април 2011 г. до април 2021 г. първи секретар на Комунистическата партия на Куба е Раул Кастро, президентът на Куба и по-малкият брат на предишния първи секретар и президент Фидел Кастро.
Кубинската комунистическа партия е основана на 3 октомври 1965 г. като наследник на Обединената партия на кубинската социалистическа революция, която от своя страна се състои от Движение 26 юли и Народната социалистическа партия, която завзема властта в Куба след Кубинската революция от 1959 г. Партията управлява Куба като авторитарна еднопартийна държава, където дисидентството и политическата опозиция са забранени и репресирани.
Най-висшият орган в Кубинската комунистическа партия е партийният конгрес, който се свиква на всеки пет години. Когато конгресът не заседава, Централният комитет е висш орган. Тъй като Централният комитет заседава два пъти годишно, повечето ежедневни задължения и отговорности са възложени на Политбюро.

## История
В Куба са съществували редица комунистически и анархистки организации в началото на периода на Републиката (основана през 1902 г.). Първата „интернационализирана“ Комунистическа партия на Куба е създадена през 1925 г. През 1944 г. тя се преименува на „Народна социалистическа партия“ по предизборни съображения.
Партията първоначално подкрепя управлението на Фулхенсио Батиста, дори участва с двама министри в първото му правителство. До декември 1958 г. партията отхвърля революционното движение на Фидел Кастро, смятайки го за популистко, дребноборжуазно образование, а самия Кастро за агент на ЦРУ. Това становище се променя през декември 1958 г. след среща между Че Гевара и ръководството на партията. През юли 1961 г. две години след свалянето на Батиста и създаването на революционно правителство, Фидел Кастро присъединява към собствената си организация (Движение 26 юли) няколко кубински политически организации, сред които и „Народна социалистическа партия“, като новото обединено движение получава името Обединена партия на кубинската социалистическа революция. Бившето ръководство на компартията е изтласкано на заден план в новата организация. През 1965 г. Обединената партия на кубинската социалистическа революция променя името си на Кубинска комунистическа партия. Генерален секретар на партията е Фидел Кастро, първият му заместник е брат му Раул Кастро. В член 5 от кубинската конституция от 1976 г. Комунистическата партия е призната за „висшата ръководна сила на обществото и държавата, която организира и насочва общите усилия към високите цели на изграждането на социализма и напредъка към комунистическото общество“. На всички партии, включително на комунистическата партия е забранено да рекламират публично своите организации.
През първите петнадесет години от формалното си съществуване, комунистическата партия е почти напълно неактивна извън Политбюро. Централният комитет от 100 души рядко заседава и десет години след основаването му се провежда първият редовен партиен конгрес. През 1969 г. членовете на партията са само 55 000 или 0,7% от населението, което прави Кубинската комунистическа партия най-малката управляваща комунистическа партия в света. През 1970-те години партийният апарат започва да се развива. По времето на първия конгрес на партията през 1975 г. партията е нараснала до малко над двеста хиляди членове, Централният комитет се събира редовно и осигурява организационния апарат, давайки на партията водещата роля в обществото, която управляващите комунистически партии обикновено имат. До 1980 г. партията е нараснала до над 430 000 членове и до 520 000 до 1985 г.

## Структура

### Централен комитет
Ръководните органи на партията са Политбюро и Секретариата до 1991 г., когато двете тела са обединени в разширено Политбюро с повече от двадесет членове. Секретариатът обаче, отново се въвежда през 2002 г. Има и Централния комитет, който отговаря за партийните конгреси. На петия конгрес на партията, Централния комитет е намален от 225 на 150 членове. Фидел Кастро е първи секретар на партията от самото ѝ създаване, докато Раул Кастро е втори секретар. След оттеглянето на Фидел през 2008 г. от правителството и партията, Раул става първи секретар.

### Конгреси
ККП провежда първи конгрес през 1975 г. А останалите през 1980, 1986, 1991, 1997 и 2011 г. Седмият партиен конгрес се провежда от 19 до 22 април 2016 г. около 55-ата годишнина от операцията в Залива на прасетата,
- Първи конгрес (17 – 22 декември 1975)
- Втори конгрес (17 – 20 декември 1980)
- Трети конгрес (4 – 7 февруари 1986)
- Четвърти конгрес (10 – 14 октомври 1991)
- Пети конгрес (8 – 10 октомври 1997)
- Шести конгрес (16 – 19 април 2011)
- Седми конгрес (16 – 19 април 2016)

### Секретариат на Централния комитет
Висшият административен орган на ЦК до 1991 г., когато Секратариатът е ликвидиран, като функциите му са прехвърлени на Политбюрото.

### Отдели към ЦК
Назначавани от по-висшето ръководство органи. В действителност това е реалното правителство на Куба, под ръководството на отделите на ЦК се намират всички правителствени органи.

### Политбюро
Състои се 25 души, ръководи работата на отделите на ЦК. То е висшият ръководен орган на кубинската държава. В действителност Политбюрото функционира като съвещателен орган на двамата несменяеми членове на Политбюрото (Фидел Кастро и Раул Кастро), като всичките решения са взимани от тях.

## Младежка организация
Комунистическата партия на Куба има младежко крило – Комунистически младежки съюз (Unión de Jóvenes Comunistas, UJC), която е организация-член на Световната федерация на демократичната младеж. Има и детско крило – Пионерска организация „Хосе Марти“.

## Идеология
Партията е по-неохотна да се ангажира с пазарни реформи, въпреки че е принудена да приеме някои пазарни мерки в своята икономика поради разпадането на Съветския съюз и произтичащата от това загуба на икономически субсидии. Кубинската комунистическа партия често следва интервенционистка външна политика, активно подпомагайки леви революционни движения и правителства в чужбина. Най-значимата международна роля на партията е в гражданската война в Ангола, където Куба ръководи съвместни анголски/съветски/кубински сили в битката при Куито Куанавале. Партията се опитва да подкрепи лидерите на Pink Tide в Латинска Америка, като Уго Чавес и по-късно Николас Мадуро във Венецуела и Ево Моралес в Боливия. След Кубинската революция партията също следва доктрините на кастроизма (идеологията на Фидел Кастро, включително някои елементи на социален консерватизъм и вдъхновение от Хосе Марти) и геваризма.
Медицинската дипломация също е важна черта на външната политика на партията. Партията поддържа политика на изпращане на хиляди кубински лекари, селскостопански техници и други специалисти в други страни в развиващия се свят.
Раул Кастро, след като става лидер на партията, провежда кампания за „обновяване“ на социалистическата икономика на Куба чрез включване на нови системи за обмен и дистрибуция, които традиционно се възприемат като „пазарно“ ориентирани. Това води до някои спекулации, че Куба може да премине към модел, по-близък до социалистическа пазарна икономика като тази на Китай или социалистически ориентирана пазарна икономика като тази на Виетнам. Частната собственост и необходимостта от чуждестранни инвестиции са признати в новата конституция, обнародвана през 2019 г.